# Boncso Gencsev
Boncso Ljubomirov Gencsev, bolgárul: Бончо Любомиров Генчев; (General Tosevo, 1964. július 7. –) bolgár válogatott labdarúgó.
A bolgár válogatott tagjaként részt vett az 1994-es világbajnokságon és az 1996-os Európa-bajnokságon.

## Sikerei, díjai
Etar
- Bolgár bajnok (1): 1991–92

Egyéni
- A bolgár bajnokság társgólkirálya (1): 1997–98 (17 gól)